# Javier Corral Jurado
Pour les articles homonymes, voir Corral (homonymie) et Jurado.
Javier Corral Jurado, né le 2 août 1966 à El Paso, au Texas, est un avocat et homme politique mexicain, membre du Parti action nationale. Il est gouverneur de l'État de Chihuahua de 2016 à 2021.